# Boys Meet U
Boys Meet U – drugi japoński album studyjny południowokoreańskiej grupy SHINee, wydany 26 czerwca 2013 roku nakładem EMI Music Japan.
W skład albumu wchodzą cztery wcześniej wydane single: Sherlock, Dazzling Girl, 1000-nen, zutto soba ni ite... i Fire, które znalazły się w pierwszej piątce listy Oricon. Album osiągnął 2 pozycję w rankingu Oricon i pozostał na liście przez 12 tygodni, sprzedał się w nakładzie 69 010 (stan na 2013 rok). Album zdobył status złotej płyty.

## Lista utworów
| CD                      |                                                                               |                                                                               |                                                                                  |      |
| Nr                      | Tytuł                                                                         | Słowa                                                                         | Muzyka                                                                           | Czas |
| 1.                      | "Password"                                                                    | Natsumi Kobayashi                                                             | Niclas Lundin, Maria Marcus, Andreas Moe, Hiten Bharadia                         | 4:52 |
| 2.                      | "Breaking News"                                                               | Hidenori Tanaka, agehasprings                                                 | Steven Lee, Drew Ryan Scott, Andreas Oberg                                       | 3:38 |
| 3.                      | "Dazzling Girl"                                                               | Sara Sakurai, Rx                                                              | Drew Ryan Scott, Rob. A!, Justin Trugman, Jaakko Manninen, Walter Afanasieff, Rx | 3:32 |
| 4.                      | "1000-nen, zutto soba ni ite..." (jap. 1000年、ずっとそばにいて…)             | Junji Ishiwatari                                                              | Steven Lee, Jimmy Richard, The Goldfingerz                                       | 4:16 |
| 5.                      | "Run With Me"                                                                 | Kanata Okajima                                                                | Peter Habib, Adam Nierow, Erika Nuri                                             | 3:21 |
| 6.                      | "Kiss Yo"                                                                     | Sara Sakurai                                                                  | Anders Wigelius, Erik Wigelius                                                   | 4:14 |
| 7.                      | "Kimi ga iru sekai" (jap. 君がいる世界)                                       | H.U.B                                                                         | Dapo Torimiro, Jamie Houston                                                     | 3:22 |
| 8.                      | "Keeping love again"                                                          | Sara Sakurai                                                                  | Darren Martyn, Shikita                                                           | 3:54 |
| 9.                      | "BURNING UP!"                                                                 | Sara Sakurai                                                                  | Steven Lee, Paul Drew, Greig Watts, Pete Barringer, Jorge Mhondera               | 3:35 |
| 10.                     | "Sherlock"                                                                    | Natsumi Kobayashi                                                             | Rocky Morris, Rufio Sandilands, Thomas Eriksen, Thomas Troelsen                  | 3:57 |
| 11.                     | "Fire"                                                                        | Junji Ishiwatari                                                              | Akiko Shikata, Bach Logic, Erik Lidbom                                           | 3:36 |
| 12.                     | "I'm With You"                                                                | H.U.B.                                                                        | Sammy Naja, Drew Ryan Scott, Josef Salimi                                        | 4:05 |
| DVD (edycja limitowana) |                                                                               |                                                                               |                                                                                  |      |
| Nr                      | Tytuł                                                                         | Tytuł                                                                         | Tytuł                                                                            | Czas |
| 1.                      | "Sherlock Music Video"                                                        | "Sherlock Music Video"                                                        | "Sherlock Music Video"                                                           |      |
| 2.                      | "Dazzling Girl Music Video"                                                   | "Dazzling Girl Music Video"                                                   | "Dazzling Girl Music Video"                                                      |      |
| 3.                      | "1000-nen, zutto soba ni ite..." (jap. 1000年、ずっとそばにいて…) Music Video | "1000-nen, zutto soba ni ite..." (jap. 1000年、ずっとそばにいて…) Music Video | "1000-nen, zutto soba ni ite..." (jap. 1000年、ずっとそばにいて…) Music Video    |      |
| 4.                      | "Fire Music Video"                                                            | "Fire Music Video"                                                            | "Fire Music Video"                                                               |      |
| 5.                      | "Sherlock Dance Music Video"                                                  | "Sherlock Dance Music Video"                                                  | "Sherlock Dance Music Video"                                                     |      |
| 6.                      | "Dazzling Girl Dance Music Video"                                             | "Dazzling Girl Dance Music Video"                                             | "Dazzling Girl Dance Music Video"                                                |      |
| 7.                      | "Dazzling Girl SPECIAL SHOWCASE MOVIE"                                        | "Dazzling Girl SPECIAL SHOWCASE MOVIE"                                        | "Dazzling Girl SPECIAL SHOWCASE MOVIE"                                           |      |

## Notowania
| Lista                       | Pozycja |
| --------------------------- | ------- |
| Oricon Daily Albums Chart   | 2       |
| Oricon Weekly Albums Chart  | 2       |
| Oricon Monthly Albums Chart | 8       |
| Oricon Yearly Albums Chart  | 92      |
| Billboard Japan Hot 100     | 2       |